# تحصیل دیپلاپور
تحصیل دیپلاپور (به انگلیسی: Depalpur Tehsil) یک تحصیل در پاکستان است که در Depalpur واقع شده‌است.